# 2. deild
La 2. deild è il terzo livello del calcio nelle Fær Øer.

## Squadre 2023
- AB Argir-2
- B36 Tórshavn-3
- FC Hoyvík-2
- ÍF Fuglafjørður-2
- KÍ Klaksvík-3
- MB Miðvágur
- NSÍ Runavík-2
- Royn Hvalba
- Skála ÍF-2
- Suðuroy
- Víkingur Gøta-3
- 07 Vestur-2

## Albo d'oro
| Stagione | Vincitore       | Secondo posto      | Terzo Posto        | Miglior marcatore |
| -------- | --------------- | ------------------ | ------------------ | --- |
| 1994     | HB Tórshavn III | FS Vágar II        | GÍ Gøta II         | Rodmund Rasmussen (FS Vágar II, 24 goal) |
| 1995     | B68 Toftir II   | Skála ÍF           | B71 Sandoy II      | Petur Gaardlykke (B68 II, 27 goal) |
| 1996     | Royn Hvalba     | B36 Tórshavn II    | GÍ Gøta II         | Odd Eliasen (ÍF II, 21 goal) |
| 1997     | GÍ Gøta II      | NSÍ Runavík II     | VB Vágur II        | Heini Heinason (GÍ II, 28 goal) |
| 1998     | Skála ÍF        | GÍ Gøta III        | B68 Toftir II      | Bogi Gregersen (Skála, 19 goal) |
| 1999     | B36 Tórshavn II | B68 Toftir II      | ÍF Fuglafjørður II | Tórálvur Poulsen (B36 II, 18 goal) |
| 2000     | Skála ÍF        | B36 Tórshavn II    | B71 Sandoy II      | Svend Eli Poulsen (AB, 22 goal) |
| 2001     | VB Vágur II     | Royn Hvalba        | ÍF Fuglafjørður II | Allan Michelsen (Royn, 18 goal) |
| 2002     | AB Argir        | B68 Toftir II      | GÍ Gøta II         | Johnny Samuelsen (AB, 11 goal) |
| 2003     | Royn Hvalba     | GÍ Gøta II         | EB/Streymur II     | Gisli Sveinbjørnsson (Royn, 18 goal) |
| 2004     | GÍ Gøta II      | HB Tórshavn II     | SÍ Sørvágur        | Heini Gaard (HB II, 20 goal) |
| 2005     | SÍ Sørvágur     | KÍ Klaksvík II     | B68 Toftir II      | Jens Erik Rasmussen (SÍ, 14 goal) |
| 2006     | NSÍ Runavík II  | B36 Tórshavn II    | EB Streymur II     | Fróði Jóanesarson (NSÍ II, 15 goal) |
| 2007     | B68 Toftir II   | GÍ Gøta II         | EB/Streymur II     | Leif Niclasen (EB/Streymur II, 16 goal) |
| 2008     | Fram Tórshavn   | AB Argir II        | MB Miðvágur        | Jørgen Meitilberg (Fram, 20 goal) |
| 2009     | AB Argir II     | 07 Vestur II       | EB/Streymur II     | Karl Jóhan Djurhuus (07 Vestur II, 16 goal) |
| 2010     | Skála ÍF        | FC Hoyvík II       | 07 Vestur II       | Karl Jóhan Djurhuus (07 Vestur II, 18 goal) |
| 2011     | KÍ Klaksvík II  | B68 Toftir II      | B36 Tórshavn II    | Bjarki Vágstún (KÍ II, 14 goal) Búi í Hjøllum (B68 II, 14 goal)                                                                                   |
| 2012     | B36 Tórshavn II | TB Tvøroyri II     | Giza/Hoyvík        | Jákup T. Joensen (B36 II, 19 goal) |
| 2013     | AB Argir II     | NSÍ Runavík II     | Giza/Hoyvík        | Debes Danielsen (NSÍ II, 20 goal) |
| 2014     | MB Miðvágur     | B71 Sandoy         | Giza/Hoyvík        | Otto Jacobsen (MB, 18 goal) |
| 2015     | HB Tórshavn II  | Giza Hoyvík        | KÍ Klaksvík III    | Lindi Gardar (KÍ III, 21 goal) |
| 2016     | B36 Tórshavn II | ÍF Fuglafjørður II | Skála IF II        | Nenad Šarić (ÍF II, 16 goal) |
| 2017     | B71 Sandoy      | Skála IF II        | Víkingur Gøta III  | Símin Hansen (B71, 17 goal) |
| 2018     | EB/Streymur II  | B36 Tórshavn II    | Undrið FF          | Andras Dalbø (Víkingur III, 17 goal) |
| 2019     | FC Hoyvík       | AB Argir II        | FC Suðuroy         | Andras Dalbø (Víkingur III, 13 goal) Dávid Lisberg (FC Suðuroy, 13 goal) Hans Jákup Annfinsson (AB II, 13 goal) Hugin Ferber (FC Hoyvík, 13 goal) |
| 2020     | Skála IF II     | FC Suðuroy         | EB/Streymur II     | Ari Poulsen (Suðuroy, 20 goal) |
| 2021     | Undrið FF       | ÍF Fuglafjørður II | 07 Vestur II       | Hugin Ferber (FC Hoyvík, 19 goal) |
| 2022     | B68 Toftir II   | Skála IF II        | EB/Streymur II     | Óli Olsen (B68 II, 16 goal) |

|}
I Club in grassetto furono promossi.